# Hogna senilis
Hogna senilis är en spindelart som först beskrevs av Ludwig Carl Christian Koch 1877.  Hogna senilis ingår i släktet Hogna och familjen vargspindlar.
Artens utbredningsområde är New South Wales. Inga underarter finns listade i Catalogue of Life.